# David Ozoh
David Ikechukwu Ozoh (Valencia, 6 maggio 2005) è un calciatore inglese, centrocampista del Derby County in prestito dal Crystal Palace.

## Biografia
È nato a Valencia da genitori nigeriani e si è trasferito in Inghilterra in giovane età.

## Carriera

### Club
Ozoh è cresciuto nel settore giovanile del Crystal Palace, con cui ha firmato il primo contratto professionistico nel luglio del 2022. Ha debuttato in prima squadra il 21 gennaio 2023 nell'incontro di Premier League pareggiato 0-0 contro il Newcastle Utd, diventando il più giovane esordiente in Premier nella storia del club.
Nell'estate del 2024 viene ceduto in prestito al Derby County, club della seconda divisione inglese; dopo aver segnato una rete in 10 presenze in campionato, il prestito ai Rams viene prolungato anche per la stagione 2025-2026.

### Nazionale
Ha giocato nella nazionale inglese Under-18.

## Statistiche

### Presenze e reti nei club
Statistiche aggiornate al 22 febbraio 2025.
| Stagione              | Squadra               | Campionato            | Campionato | Campionato | Coppe nazionali | Coppe nazionali | Coppe nazionali | Coppe continentali | Coppe continentali | Coppe continentali | Altre coppe | Altre coppe | Altre coppe | Totale | Totale | Totale |
| Stagione              | Squadra               | Comp                  | Pres       | Reti       | Comp            | Pres            | Reti            | Comp               | Pres               | Reti               | Comp        | Pres        | Reti        | Pres   | Reti   |        |
| --------------------- | --------------------- | --------------------- | ---------- | ---------- | --------------- | --------------- | --------------- | ------------------ | ------------------ | ------------------ | ----------- | ----------- | ----------- | ------ | ------ | ------ |
| 2022-2023             | Crystal Palace        | PL                    | 1          | 0          | FACup+CdL       | 0               | 0               | -                  | -                  | -                  | -           | -           | -           | 1      | 0      |        |
| 2023-2024             | Crystal Palace        | PL                    | 9          | 0          | FACup+CdL       | 2+1             | 0               | -                  | -                  | -                  | -           | -           | -           | 12     | 0      |        |
| Totale Crystal Palace | Totale Crystal Palace | Totale Crystal Palace | 10         | 0          |                 | 3               | 0               |                    | -                  | -                  |             | -           | -           | 13     | 0      |        |
| 2024-2025             | Derby County          | FLC                   | 10         | 1          | FACup+CdL       | 0+2             | 0               | -                  | -                  | -                  | -           | -           | -           | 12     | 1      |        |
| Totale carriera       | Totale carriera       | Totale carriera       | 20         | 1          |                 | 5               | 0               |                    | -                  | -                  |             | -           | -           | 25     | 1      |        |